# Hyder (Alaska)
Pour les articles homonymes, voir Hyder.
Hyder est une localité d'Alaska (CDP) aux États-Unis dans la région de recensement de Prince of Wales - Outer Ketchikan dont la population était de 87 habitants lors du recensement de 2010.

## Géographie

### Situation
Hyder est située au départ du canal Portland, un des principaux fjords de la côte ouest de la Colombie-Britannique. Long de 154 km, celui-ci forme une partie de la frontière entre le Canada et les États-Unis. Elle se trouve à 121 km par voie aérienne de Ketchikan. C'est le seul village du sud-est de l'Alaska à être relié par la route. Celle-ci la relie à Stewart (Colombie-Britannique) à 3 km de la frontière.

### Démographie
| 1920 | 1930 | 1940 | 1950 | 1960 | 1970 |
| ---- | ---- | ---- | ---- | ---- | ---- |
| 237  | 254  | 72   | 30   | 32   | 49   |

| 1980 | 1990 | 2000 | 2010 | - | - |
| ---- | ---- | ---- | ---- | - | - |
| 77   | 99   | 97   | 87   | - | - |

### Climat
Les températures vont de −4 °C à 6 °C en janvier et de 5 °C à 14 °C en juillet.
| Mois                                  | jan.     | fév.     | mars     | avril   | mai     | juin    | jui.    | août    | sep.    | oct.    | nov.     | déc.     | année           |
| ------------------------------------- | -------- | -------- | -------- | ------- | ------- | ------- | ------- | ------- | ------- | ------- | -------- | -------- | --------------- |
| Température minimale moyenne (°C)     | −5,3     | −4,3     | −2,5     | 0,4     | 4,3     | 8,6     | 10,7    | 9,9     | 7,4     | 2,6     | −1,1     | −4,4     | 2,2             |
| Température moyenne (°C)              | −2,9     | −1,3     | 1,6      | 5,6     | 10,4    | 13,9    | 15,4    | 14,6    | 11,2    | 5,7     | 0,9      | −2,2     | 6,1             |
| Température maximale moyenne (°C)     | −0,4     | 1,8      | 5,7      | 10,7    | 16,6    | 19,3    | 20,1    | 19,2    | 14,9    | 8,8     | 3,1      | 0,1      | 10              |
| Record de froid (°C) date du record   | −26 2005 | −19 2021 | −16 2014 | −9 2007 | −2 2007 | 2 2012  | 2 2012  | 1 2006  | 1 2019  | −7 2012 | −18 2006 | −18 2017 | −26 2005        |
| Record de chaleur (°C) date du record | 8 2015   | 10 2015  | 17 2016  | 23 2016 | 30 2014 | 34 2018 | 34 2015 | 34 2020 | 29 2017 | 19 2012 | 12 2017  | 8 2012   | 34 2015 et 2018 |
| Précipitations (mm)                   | 280,2    | 146,3    | 151,1    | 104,4   | 121,9   | 88,4    | 120,4   | 222,8   | 284,2   | 306,3   | 304,8    | 219,5    | 2 350,3         |
| Nombre de jours avec précipitations   | 22,2     | 13,8     | 21,3     | 16      | 10,4    | 15,1    | 17,8    | 17      | 19,8    | 18,8    | 22,4     | 18,6     | 213,2           |

## Histoire - activités
Le peuple Nisga'a qui vivait à l'ouest de la Colombie-Britannique, nommait cet endroit Skam-A-Kounst, le lieu sûr, sans doute parce qu'il pouvait s'affranchir là du harcèlement de ses voisins, les Haïdas. Les Nisga'as venaient dans cette région pour la chasse et les cueillettes saisonnières.
En 1896, le capitaine Gaillard, ingénieur de l'U.S. Army, a exploré le fjord, et dès 1898, de l'or et de l'argent y furent découverts, essentiellement du côté canadien, dans le cours de la rivière Salmon. Des baraquements furent installés de part et d'autre de la frontière. Côté alaskien, le village nommé Portland City fut construit, mais au moment d'y ouvrir la poste, ce nom a été refusé à cause du trop grand nombre de localités homonymes aux États-Unis. Il a donc pris le nom d'Hyder, en souvenir de Frederik Hyder, un prospecteur canadien.
À cause de sa situation, sur les rives du canal Portland, Hyder devint un lieu d'approvisionnement pour les exploitations minières du Canada, et le village connut un accroissement démographique important entre 1920 et 1930, quand les mines de zinc, de cuivre, de plombe, d'or, d'argent et de tungstène étaient exploitées au maximum. Les mines fonctionnèrent de 1924 à 1950.
En 1928, une grande partie de la localité a brûlé. Pendant l'époque de la Prohibition aux États-Unis, une petite communauté appelée Hyder BC s'est créée juste le long de la frontière canadienne pour servir de débit de boisson à la communauté des mineurs, mais elle fut abandonnée juste après cette période.
En 1956, toutes les exploitations minières fermèrent, sauf une, la Granduc Copper Mine qui fonctionna jusqu'en 1984. S'il y a eu quelques opérations minières ponctuelles côté canadien, il n'y en a plus eu depuis côté Alaska depuis la fermeture de la mine Riverside.

## Économie locale
Hyder vit actuellement du tourisme et entretient le souvenir de son histoire minière, s'intitulant d'ailleurs la Friendliest Ghost Town in Alaska.
Le fait de son isolement par rapport aux autres villages d'Alaska, et sa proximité géographique avec Stewart, elle dépend aussi fortement du Canada pour l'alimentation électrique et le téléphone. Les échanges monétaires s'y font d'ailleurs indifféremment en dollars canadiens ou américains. C'est la seule localité d'Alaska à ne pas utiliser le code téléphonique 907, mais le code canadien 250.
Il s'y pratique aussi la pêche et la chasse de loisir.